# 判例付き六法
判例付き六法（はんれいつきろっぽう）は、六法集の一種。収録した法令のうち主要なものについて、各条文の後に当該条文が関係する代表的な判例の要旨が、巻末には年月日順判例索引が掲載されており、判例の検索が容易である。初学者向けの小型版から研究・実務・資格受験等に対応する大部のものまでさまざまだが、収録する法令・判例の増加から年々ボリュームが増大して携帯性が損なわれる一方、インターネットで提供される法令情報をパソコンやスマートフォン等で確認するスタイルが普及したことから、近年は刊行の終了が相次いでいる。

## 各社より出版されている判例付き六法
いずれも通常の六法集と同様、1年ごとに改訂される。電子媒体で提供されるもの、オンデマンドで選択した分を製本するものなどのバリエーションがある。
- 『有斐閣判例六法Professional』（有斐閣） - 平成19年版で刊行を終了した同社『小六法』と同等の法令とともに『有斐閣判例六法』を若干上回る判例を収録し、平成20年版より刊行している。同社の『判例百選』シリーズとリンクしている。令和4年版の収録判例件数は約13,700件。
- 『有斐閣判例六法』（有斐閣） - 同社の『判例百選』シリーズとリンクしている。令和4年版の収録判例件数は約12,500件。
- 『模範六法』（三省堂） - 司法修習における司法研修所の指定六法[要出典]。令和4年版の収録判例件数は14,695件。
- 『法務六法』（三省堂） - 令和3年版より刊行しているが、令和2年版をもって刊行中止となった同社『模範小六法』とは収録法令、参照条文表示の有無、判型、価格等の点が大きく異なっており、改称ではない。令和4年版の収録判例件数は13,149件。
- 『公務員試験六法』（大学教育出版） - 2021年版（令和3年版）まで三省堂から刊行されていたものを2022年版（令和4年版）より継承。

以下はかつて出版されていたものである。
- 『模範小六法』（三省堂） - 『コンサイス六法』→平成9年版より『コンサイス判例六法』→平成21年版より『模範小六法』と改称。令和2年版をもって刊行中止。
- 『判例付き 知的財産権六法』（三省堂） - 令和2年版をもって刊行中止。
- 『分冊 六法全書』（新日本法規出版） - 平成29年版をもって刊行終了。
- 『判例基本六法』（岩波書店） - 平成25年版をもって刊行終了。
- 『ヨコ組判例六法』（三修社）